# 深細鰩
深細鰩（學名：Rajella bathyphila），為軟骨魚綱鰩目鰩科鰩屬的一種，分布於北大西洋美國東北部至不列顛群島羅卡爾海槽海域，深度600至2300公尺，體長可達90公分，棲息在大陸坡及深海平原海域，為底棲性魚類，肉食性，卵生，生活習性不明。